# EURid
 (juin 2021).
Si vous disposez d'ouvrages ou d'articles de référence ou si vous connaissez des sites web de qualité traitant du thème abordé ici, merci de compléter l'article en donnant les références utiles à sa vérifiabilité et en les liant à la section « Notes et références ».
EURid VZW (acronyme d'European Registry for Internet Domains, « registre européen pour les domaines Internet ») est l'association sans but lucratif désignée par la Commission européenne comme le registre qui gère le domaine de premier niveau .eu et ses variantes dans d'autres scripts : .ею (.eu en cyrillique) depuis le 1er juin 2016 et .ευ (en grec) depuis le 14 novembre 2019.
Établi en Belgique le 8 avril 2003 avec son siège social situé à Diegem, EURid est un consortium de deux opérateurs ccTLD européens : DNS Belgium (en) (.be) et IIT-CNR (.it). En mai 2003, la Commission européenne a désigné EURid comme registre du nom de domaine .eu,,. En octobre 2006, EURid a ouvert sa première succursale à Stockholm, en Suède. Depuis, deux autres succursales ont été ouvertes en Italie et en République tchèque. Le comité stratégique d'EURid est composé de Sandra Hoferichter (présidente), Pedro Oliveira (vice-président), Marco Pierani, Luc Hendrickx, Marco Conti, Delia Belciu, Marie-Emmanuelle Haas, Tomáš Maršálek, Marko Bonac, Jakub Christoph, Luca Cassetti et Greg Mroczkowski.
EURid utilise le protocole EPP qui permet aux bureaux d'enregistrement d'effectuer directement des opérations sur les noms de domaine .eu.
Le site web d'EURid est disponible dans les vingt-quatre langues officielles de l'Union européenne.